# Liste der Monuments historiques in Trévé
Die Liste der Monuments historiques in Trévé führt die Monuments historiques in der französischen Gemeinde Trévé auf.

## Liste der Bauwerke
| Bezeichnung | Beschreibung                          | Standort                    | Kennzeichnung | Schutzstatus | Datum | Bild           |
| ----------- | ------------------------------------- | --------------------------- | ------------- | ------------ | ----- | -------------- |
| Manoir      | Herrenhaus, erbaut im 18. Jahrhundert | La Ville aux Veneurs (Lage) | PA00089738    | Inscrit      | 1975  | weitere Bilder |

## Liste der Objekte

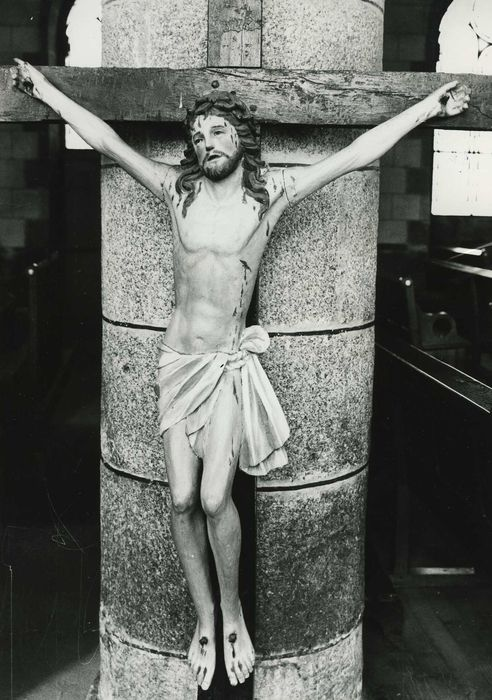
Kruzifix (17. Jahrhundert) in der Kirche St-Just

- Monuments historiques (Objekte) in Trévé in der Base Palissy des französischen Kultusministeriums